# Richard Osman
Richard Osman (Billericay, 28 november 1970) is een Brits televisiepresentator, producer en romanschrijver.

## Biografie
Osman werd geboren op 28 november 1970 in Billericay, Essex als zoon van Brenda Wright en David Osman. Toen hij negen jaar oud was, verliet zijn vader het gezin, wat volgens Osman de rest van zijn leven moeilijkheden opleverde. Zijn moeder volgde een lerarenopleiding en had het moeilijk om geld te verdienen om haar gezin te onderhouden. Zijn oudere broer is de muzikant Mat Osman, basgitarist van de rockband Suede. De jongens groeiden op in Haywards Heath, West Sussex.
Osman studeerde van 1989 tot 1992 politicologie en sociologie aan het Trinity College in Cambridge.

### Televisiecarrière
Osman werkte als uitvoerend producent aan Britse spelshows, waaronder de komische televisiequiz 8 Out of 10 Cats van Channel 4 en het satirische komisch televisieprogramma 10 O'Clock Live. Hij is de bedenker en voormalig co-presentator van de BBC One-quiz Pointless. Hij presenteerde de BBC Two-quiz Two Tribes en Richard Osman's House of Games, en was teamcaptain van de comedypanelshows Insert Name Here en The Fake News Show. Hij was ook te zien in Britse comedypanelshows, waaronder Would I Lie to You? en QI.

### Schrijverscarrière
Osmans debuutmisdaadroman The Thursday Murder Club werd gepubliceerd op 3 september 2020. Osman bevestigde in augustus 2020 dat Steven Spielberg de filmrechten van het boek had verworven. Het boek verkocht in de eerste drie dagen na publicatie 45.000 hardcover-exemplaren in het Verenigd Koninkrijk en in maart 2021 waren er in het Verenigd Koninkrijk meer dan een miljoen exemplaren verkocht.
De eerste roman in de serie werd gevolgd door The Man Who Died Twice in 2021, The Bullet That Missed in 2022 en The Last Devil To Die in 2023. The Last Devil To Die bereikte nummer één op de New York Times-bestsellerlijst.
Osmans boek We Solve Murders is het eerste deel in een nieuwe boekenreeks. Het verscheen in september 2024.

### Non-fictie
- 2012: The 100 Most Pointless Things in the World (samen met Alexander Armstrong)
- 2013: The 100 Most Pointless Arguments in the World (samen met Alexander Armstrong)
- 2014: The Very Pointless Quiz Book (samen met Alexander Armstrong)
- 2015: The A-Z of Pointless (samen met Alexander Armstrong)
- 2016: A Pointless History of the World (samen met Alexander Armstrong)
- 2017: The World Cup Of Everything: Bringing the Fun Home (samen met Alexander Armstrong)
- 2019: Richard Osman's House of Games (samen met Alan Connor)

### The Thursday Murder Club-reeks
- 2020: The Thursday Murder Club (nl: De moordclub (op donderdag))
- 2021: The Man Who Died Twice (nl: De man die twee keer dood ging)
- 2022: The Bullet That Missed (nl: Het schot dat niemand raakte)
- 2023: The Last Devil To Die (nl: De laatste duivel die sterft)
- 2025: The Impossible Fortune[7]

### We Solve Murders-reeks
1. 2024: We Solve Murders